# Alihan Smaiylov
Alihan Ashanuli Smaiylov (în kazahă Әлихан Асханұлы Смайылов; n. 18 decembrie 1972, Alma-Ata, URSS) este un politician kazah care a ocupat funcția de prim-ministru al Kazahstanului între 2022 și 2024.
Anterior, a fost prim-viceprim-ministru al Kazahstanului în guvernul condus de Askar Mamin. În același timp, a deținut funcția de ministru al Finanțelor între 2018 și 2020. În contextul evenimentelor din ianuarie 2022, președintele Qasym-Jomart Toqaev l-a numit prim-ministru interimar al Kazahstanului. Candidatura sa a fost aprobată în unanimitate de parlamentul țării.
Începând din ianuarie 2023, este președinte al Consiliului de Administrație al Fondului Național de Bunăstare Samruk-Kazyna S.A., iar din aprilie 2024 deține funcția de președinte al Camerei Superioare de Audit a Kazahstanului.

## Biografie
Alihan Ashanuli Smaiylov s-a născut în orașul Alma-Ata (azi Almatî), în fosta RSS Kazahă. În 1994, a absolvit Universitatea Națională Kazahă Al-Farabi cu o diplomă în matematici aplicate, iar în 1996 a obținut titlul de master în administrație publică la Universitatea KIMEP.

## Carieră
În 1993, Smaiylov a fost angajat al Fondului de Investiții și Privatizare A-Invest. Din 1995 a lucrat ca specialist principal în Departamentul de Comerț și Industrie al administrației orașului Almatî. În 1996 a fost stagiar în cadrul Consiliului Economic Suprem aflat sub autoritatea președintelui Kazahstanului. Între august 1996 și februarie 1998, Smaiylov a fost adjunct și apoi șef al Departamentului din cadrul Agenției Naționale de Statistică a Kazahstanului.
În 1998 a fost numit vicepreședinte al Comitetului pentru Statistică și Analiză al Agenției pentru Planificare Statistică și Reforme. Între 1998 și 1999 a ocupat funcțiile de expert principal, șef de sector și inspector de stat în cadrul Administrației Prezidențiale a Kazahstanului. Din august până în noiembrie 1999 a fost inspector de stat în Departamentul Organizațional și de Control al administrației prezidențiale, iar în același an a devenit președinte al Agenției Kazahstaneze de Statistică.
În 2003, Smaiylov a fost numit viceministru al Afacerilor Externe, iar ulterior a devenit președinte al consiliului de administrație al Societății pe Acțiuni „Compania de Stat de Asigurări pentru Credite și Investiții la Export”. În februarie 2006 a fost numit viceministru al Finanțelor până în ianuarie 2007, când a devenit președintele holdingului național KazAgro. La 21 noiembrie 2008 a fost numit din nou viceministru al Finanțelor. Din 27 octombrie 2009, Smaiylov a fost președinte al Agenției Kazahstaneze de Statistică până în august 2014, când a preluat conducerea Comitetului de Statistică.
La 11 decembrie 2015 a fost numit consilier al președintelui Kazahstanului, Nursultan Nazarbaev. A ocupat această funcție până la 18 septembrie 2018, când a devenit ministru al Finanțelor în guvernul lui Bakytzhan Sagintayev⁠(d).
La 25 februarie 2019 a fost numit prim-viceprim-ministru al Kazahstanului în guvernul condus de Askar Mamin. În paralel, a ocupat și funcția de ministru al Finanțelor până la 18 mai 2020, când a fost înlocuit de Erulan Jamaubaev. Începând cu 27 mai 2020, Smaiylov este reprezentantul Kazahstanului în cadrul Comisiei Economice Eurasiatice.
La 19 ianuarie 2023, Alihan Smaiylov a fost ales președinte al Consiliului de Administrație al Fondului Național de Bunăstare Samruk-Kazyna.

## Prim-ministru al Kazahstanului (2022–2024)

### Mandat
În urma revoltelor din Kazahstan din 2022, președintele Qasym-Jomart Toqaev l-a numit pe Alihan Smaiylov prim-ministru interimar la 5 ianuarie 2022, ca reacție la demisia predecesorului său, Askar Mamin, și a guvernului acestuia. Potrivit jurnalistei Joanna Lillis de la Eurasianet, Smaiylov, alături de alți miniștri, era perceput ca un tehnocrat „moștenind bagajul” unui cabinet compromis, iar numirea sa ca șef al guvernului ar putea oferi indicii despre direcțiile viitoare ale politicilor lui Tokaev.

### Primul mandat
La 11 ianuarie 2022, Mäjilis-ul (camera inferioară a Parlamentului Kazahstanului) l-a aprobat pe Smaiylov în funcția de prim-ministru, cu 89 de voturi pentru din partea tuturor fracțiunilor parlamentare. Președintele Tokaev a declarat în cadrul ședinței că viziunea lui Smaiylov asupra viitorului economiei Kazahstanului este „corectă” și că acesta are „un plan clar”. La rândul său, Smaiylov a mulțumit pentru încredere și a apreciat numirea sa ca fiind „o mare responsabilitate”, exprimându-și sprijinul față de politicile promovate de Tokaev.
Cu 9 miniștri noi dintr-un total de 20, primul guvern condus de Smaiylov a fost însărcinat cu:
- îmbunătățirea calității vieții populației,
- menținerea creșterii economice,
- gestionarea pandemiei de COVID-19,
- reconstrucția țării după distrugerile majore cauzate de revoltele din 2022[19][20].

La prima reuniune a cabinetului, pe 12 ianuarie 2022, Smaiylov a declarat că guvernul „trebuie să justifice încrederea mare acordată de șeful statului într-un moment dificil pentru întreaga țară.”

### Al doilea mandat
Ca răspuns la incendiile de vegetație din Kazahstan din 2023, Smaiylov a cerut implementarea accelerată a sistemelor de detectare timpurie a incendiilor în parcurile naturale, menționând succesul Parcului Național Burabay în reducerea daunelor și a timpului de intervenție. El a ordonat dotarea tuturor parcurilor naționale și pădurilor cu aceste sisteme și revizuirea protocoalelor de reacție în caz de incendiu.
La 31 iulie 2023, Smaiylov a semnat o hotărâre pentru alocarea a încă 918 milioane tenge din fondul de rezervă guvernamental pentru achiziționarea de echipamente speciale de protecție împotriva incendiilor pentru personalul stațiilor forestiere și al instituțiilor de mediu.

### Demisia
La 5 februarie 2024, Alihan Smaiylov și-a anunțat demisia împreună cu întregul cabinet. A fost înlocuit temporar de adjunctul său, Roman Sklyar. A doua zi, Oljas Bektenov a fost numit oficial în funcția de prim-ministru.

## Politică internă

### Răspunsul la pandemia de COVID-19
În contextul creșterii numărului de cazuri de COVID-19 în mai multe regiuni ale Kazahstanului, la 12 ianuarie 2022, Älihan Smaiylov a cerut Ministerului Sănătății și autorităților executive locale să intensifice testarea PCR, să monitorizeze activitatea instituțiilor medicale, să asigure pregătirea sanitară, să prevină penuriile de medicamente și să crească semnificativ rata de revaccinare a populației sub controlul direct al administrația regională. De asemenea, a subliniat importanța echipelor medicale mobile care să ofere tratament la domiciliu și medicamente gratuite.

### Politici socioeconomice
La 18 ianuarie 2022, guvernul a aprobat Planul de acțiuni operative pentru stabilizarea situației socioeconomice ca reacție la evenimentele din ianuarie. Planul conținea 51 de măsuri privind restabilirea ordinii publice, reconstrucția infrastructurii, sprijinirea problemelor sociale, prevenirea creșterii prețurilor și sprijinirea întreprinderilor. Printre acțiunile cheie s-au numărat creșterea securității, compensarea lucrătorilor afectați și sprijinirea familiilor victimelor. Alte măsuri au vizat iertarea datoriilor, ajutoare pentru locuințe, stabilizarea pieței valutare și amânarea controalelor fiscale.
Smaiylov a subliniat că planul se axează pe creșterea veniturilor cetățenilor și reducerea șomajului în rândul tinerilor, fiind implementat sub supravegherea strictă a oficialilor guvernamentali.
În martie 2022 a fost adoptat Programul pentru creșterea veniturilor populației până în 2025, care vizează:
- îmbunătățirea bunăstării populației,
- actualizarea politicilor sociale și a celor privind ocuparea forței de muncă,
- stimularea angajărilor în industrie și antreprenoriat prin crearea de clustere industriale noi,
- sprijin financiar pentru IMM-uri,
- dezvoltarea de afaceri mici în jurul întreprinderilor mari.

În agricultură, programul prevede înființarea de gospodării, lansarea de proiecte investiționale și extinderea mecanismelor de microcreditare. Obiectivul este reducerea ponderii populației aflate sub pragul de subzistență, scăderea șomajului și crearea a circa 2 milioane de noi locuri de muncă până în 2025.

### Reglementarea prețurilor de stat
La inițiativa președintelui Tokaev, Smaiylov a ordonat adoptarea unui act normativ la 5 ianuarie 2022 privind plafonarea prețurilor la gazul lichefiat, benzină și motorină pentru o perioadă de 180 de zile, precum și un mecanism de reglementare a prețurilor pentru produsele alimentare cu importanță socială. Ulterior, plafonarea prețurilor la produsele petroliere a fost prelungită până în ianuarie 2023.
În iunie 2023 a fost adoptată o lege pentru continuarea reglementării prețurilor de stat la gazul lichefiat, subliniind transparența mecanismelor de formare a prețurilor și practici corecte pe piață în Kazahstan.

### Combaterea inflației
În fața unei inflații de 8,1%, Smaiylov a cerut instituțiilor guvernamentale să ia măsuri pentru creșterea producției alimentare, controlul adaosurilor comerciale, monitorizarea prețurilor și asigurarea aprovizionării pieței. În februarie 2022 a fost adoptat un plan de măsuri pentru controlul și reducerea inflației în perioada 2022–2024, care includea 66 de acțiuni în cinci direcții:
- stimularea producției,
- îmbunătățirea logisticii,
- reglementarea prețurilor,
- aplicarea politicilor anticoncurențiale,
- controlul comerțului exterior[39].

După declanșarea invaziei ruse în Ucraina, inflația din Kazahstan a crescut brusc. Smaiylov a atribuit acest fapt creșterii globale a prețurilor la alimente și a cerut instituțiilor guvernamentale și akimilor regionali să intensifice eforturile pentru combaterea inflației și să adopte măsuri eficace.